# Jan Mrvík
Jan Mrvík (29. března 1939, Praha – 27. května 2023) byl český veslař, reprezentant Československa a olympionik, který v osmiveslici získal bronzovou medaili na Letních olympijských hrách v Tokiu v roce 1964.